# Ormocarpopsis mandrarensis
Ormocarpopsis mandrarensis é uma espécie vegetal da família Fabaceae.
Apenas pode ser encontrada no Madagáscar.